# Compañía de Esquiadores Escaladores 1/64
La Compañía de Esquiadores Escaladores 1/64 (CEE-1/64) es una unidad del Ejército de Tierra de España adiestrada para el combate en zonas montañosas. Hasta la reorganización del Ejército de Tierra del año 2015, fue la Compañía de Esquiadores Escaladores de la Jefatura de Tropas de Montaña n.º 1. Desde aquella reforma esta unidad se encuentra integrada en el Regimiento de Cazadores de Montaña "Galicia" n.º 64, de la Brigada «Aragón» I.
Su antecesora fue la Compañía de Esquiadores Escaladores de Viella, que se fundó en el año 1961 como Unidad Orgánica Divisionaria con la denominación de "Compañía de Esquiadores Paracaidistas". Hasta 1986 fue una unidad divisionaria porque no dependía operativamente de ninguna otra menor que la División de Montaña "Urgel" 42-IV. Su primer capitán fue José de la Barrera Vicente, quien se hizo cargo de la Cía EE en cumplimiento de la Orden General n.º 365 de 31-12-63.  
El 1 de enero de 1987 pasa a denominarse Compañía de Esquiadores Escaladores n.º 41, dependiendo orgánicamente de la BRCZM XLI y administrativamente del RCZM "Arapiles" n.º 62, y el 1 de julio de 1996, por resolución 562/07546/96 de Adaptaciones Orgánicas, recibe el nombre de Compañía de Esquiadores-Escaladores n.º 1, con dependencia orgánica de la BRCZM "Aragón" I convertida en Jefatura de Tropas de Montaña en 2006. En diciembre del año 2000 la Cía EEE es trasladada de Viella a la ciudad de Jaca, donde permanece en la actualidad, constituida por especialistas en esquí y escalada y caracterizada por su autonomía y movilidad para ejecutar misiones independientes y profundas en zonas de alta montaña y de frío extremo. 
La Compañía de Esquiadores Escaladores de Viella se componía de cuatro secciones de armas (tres de fusileros y una de armas de apoyo), una sección de mulos y otra de servicios. 
Cada sección de armas disponía de una escuadra de ametralladora ligera o mortero, y la Sección de Armas de Apoyo estaba formada por un pelotón de ametralladoras, uno de morteros y otro de lanzagranadas. La sección de servicios se componía del personal de tropa encargado de cocinas, mantenimiento e intendencia en general.
Actualmente cuenta con una plana de mando de pequeño tamaño y tres secciones de esquiadores escaladores, integradas cada una de ellas por tres pelotones y estos en dos escuadras. La unidad mínima es el binomio, aunque también se organizan patrullas de tres miembros.